# Ngái
Gli Ngái sono un gruppo etnico del Vietnam la cui popolazione è stimata in circa 862 371 individui (censimento del 1999).
Gli Ngái sono presenti essenzialmente nelle province di Soc Trang, Cần Thơ, Vinh Long, Tra Vinh, Dong Nai, e Kien Giang; nelle città di Ho Chi Minh, Hanoi, e Haiphong e lungo le zone di confine tra Vietnam e Cina a nord. Sono originari del Canton, in Cina.
I nomi alternativi per gli Ngái sono: Suòng Phóng, Quang Dong, Hai Nam, Ha Xa Phang, Minh Huong, Chinese Nung, Nung, Lowland Nung, Hoa, Han, Trièu Chau, Phúc Kién, Liem Chau, Samg Phang.
L'etnia Ngái del Vietnam è strettamente correlata agli Yue della Cina. Le religioni predominanti sono il taoismo e il Cristianesimo.

## Lingua
Gli Ngái parlano la lingua Yue, del ceppo cino-tibetano.